# Ammothea striata
Ammothea striata är en havsspindelart som först beskrevs av Möbius, K. 1902.  Ammothea striata ingår i släktet Ammothea och familjen Ammotheidae. Inga underarter finns listade i Catalogue of Life.